# Battaglia di Martos
La battaglia di Martos fu una schermaglia minore combattuta nell'ambito della Reconquista spagnola tra Martos e Torredonjimeno, in Andalusia, nel 1275. Lo scontro vide frapporsi le truppe del Sultanato di Granada e quelle della Corona di Castiglia, che in quell'occasione fu nettamente sconfitto. Le fonti forniscono delle date differenti a proposito degli eventi in esame, con il risultato che gli studiosi di epoca successiva hanno ritenuto credibili l'una o l'altra data. Lo storico cinquecentesco Jerónimo Zurita y Castro, ad esempio, riferisce che la battaglia e i suoi prodromi si svolsero tra il maggio e l'agosto del 1275. Gli autori più moderni, invece, propendono per i mesi di settembre e ottobre.

## Contesto storico
All'inizio del 1270, il Sultanato di Granada era solito pagare un parias (tributo) al potente Regno di Castiglia e León. Nel 1273, re Alfonso X di Castiglia elevò il tributo pretendendo l'enorme somma di 300 000 maravedí, una cifra questa ritenuta inaccettabile da Muhammad II di Granada, che decise di chiedere aiuto a un'altra potenza, il Sultanato merinide del Marocco, in quel momento guidato da Abu Yusuf Ya'qub ibn 'Abd al-Haqq. Questi colse subito l'occasione e nell'estate del 1275 attraversò lo stretto di Gibilterra con un vasto esercito che, insieme alle truppe granadine, attaccò il territorio castigliano. Il re Alfonso X in quel momento era lontano dalla Spagna e suo figlio ed erede, Infante Ferdinando, era reggente del regno. Ferdinando si affrettò a radunare le truppe, ma all'improvviso morì a Villa Real nell'agosto del 1275. Il regno rimase senza un sovrano e i Mori riuscirono a prendere il sopravvento nel sud. A settembre l'adelantado mayor de Andalucia, Nuño González de Lara, cercò di fermarli ma fu sconfitto e ucciso nella battaglia di Écija.
Il giovane arcivescovo di Toledo, Sancho d'Aragona, si mise a capo di una forza di cavalieri provenienti da Toledo, Madrid, Guadalajara e Talavera e marciò verso sud per intercettare gli invasori. Un ulteriore contingente si mise in marcia verso Jaén per fornire supporto sotto Lope Díaz de Haro.

## La battaglia
I castigliani si trovavano a Torre del Campo quando l'arcivescovo Sancho ricevette la notizia da Fra' Alfonso Garcia, commendatore di Martos dell'Ordine di Calatrava, che una forza moresca si stava avvicinando carica di bottino e prigionieri cristiani. I suoi uomini gli consigliarono di aspettare i rinforzi di Lope Díaz de Haro prima di attaccare, ma il giovane e testardo Sancho decise comunque di attaccare senza attendere oltre. Lo scontro avvenne probabilmente nei pressi di Torredonjimeno. I castigliani, in inferiorità numerica, furono trucidati e pochi cavalieri riuscirono a fuggire, mentre la maggior parte di essi fu uccisa o fatta prigioniera. L'arcivescovo Sancho perì di una morte assai cruenta. Dopo essere stato catturato, venne riconosciuto e considerata la sua grande importanza, in quanto figlio di re Giacomo I d'Aragona), gli ufficiali granadini e marinidi cominciarono a discutere su chi dovesse detenerlo. Per porre fine alla disputa, l'arraez (governatore) granadino di Malaga decise di uccidere l'Infante, lo decapitò e gli tagliò la mano con gli anelli episcopali. La testa fu inviata ai Merinidi, mentre la mano a Granada.

## Conseguenze
Lope Díaz de Haro riuscì a recuperare le spoglie dell'arcivescovo, ma non a scacciare i Mori. In seguito, la Castiglia tornò a respirare un'aria più tranquilla quando il secondogenito del re Alfonso X, l'Infante Sancho, fece ritorno dalla Francia. Deciso a riorganizzare la Castiglia, egli si prodigò presto per allestire una rapida difesa dei confini meridionali. L'Aragona, nel frattempo, attaccò Granada a sud-est. Il sultano Abu Yusuf Ya'qub ibn Abd Al-Haqq a questo punto tornò nel Maghreb e ciò portò alla stipula di una tregua virtuale tra Castiglia e Granada. Questi eventi segnarono l'inizio della cosiddetta battaglia dello Stretto tra la Castiglia e i musulmani, trascinatasi fino al 1350-1360.